# Corazón esmeralda
Corazón esmeralda (en inglés: Emerald Heart) es una telenovela venezolana, creada por Vivel Nouel y adaptada por Zaret Romero, producida y transmitida originalmente por la cadena Venevisión en 2014. La telenovela fue distribuida internacionalmente por Cisneros Media. 
Protagonizada por Irene Esser y Luis Gerónimo Abreu, con las participaciones antagónicas de Mimí Lazo, Jorge Reyes, Juliet Lima, María Antonieta Duque, Cristóbal Lander, Myriam Abreu, Josué Villaé. y las actuaciones estelares de Adolfo Cubas, Flor Elena González  y Alejandro Mata. Cuenta además con la actuación especial de Mariángel Ruiz y Jean Carlo Simancas.
El rodaje de la producción comenzó el 11 de junio de 2013 en la Hacienda Santa Teresa, ubicada en el El Consejo, Aragua. Se estrenó por primera vez el 3 de marzo de 2014.
La telenovela es retransmitida a las 10:00 p. m. desde el 6 de febrero de 2019.

## Sinopsis
La ecologista y dueña de "Planeta Verde", Beatriz Elena Beltrán (Irene Esser) lucha contra las fábricas del Consorcio Salvatierra, ya que éstas contaminan el medio ambiente del pueblo. El dueño del Consorcio es César Augusto Salvatierra (Jean Carlo Simancas), un prestigioso empresario, al que le va muy bien en los negocios, pero muy mal en las relaciones. César Augusto es adicto al trabajo, y cree que con el dinero se compra todo, aparte del Consorcio, también posee la Villa Salvatierra. 
César Augusto tuvo tres matrimonios fallidos, de los que heredó cuatro hijos que se pelearán por su fortuna luego de morir, pero lo que en realidad atormenta a César Augusto es que solo tuvo la oportunidad de amar a una mujer sinceramente una vez, pero por su obsesión de hacer las cosas a su manera, la perdió. Aunque lo que más lo desespera, es que esa mujer desapareció justo después de enterarse de que quedó embarazada.  
Ahora la única preocupación de César Augusto es encontrar a su hija desaparecida. Finalmente, se suicida y tras su muerte, desesperará a todas sus exesposas y a sus hijos que desean recibir la herencia, la cual, según sus últimas voluntades, no se dirá hasta encontrar a la quinta heredera. Y será a Juan Andrés Montalvo (Luis Gerónimo Abreu) a quien, antes de morir César Augusto, le encargó encontrar a la hija perdida,  pero lo que no sabe es que ya la conoce, tratándose de la mujer a la que rescató de un accidente y lo enamoró, que no es otra que Beatriz Elena. 
Beatriz vive una mentira que la hacen creer sus padrinos, diciéndole que su verdadero padre es Rodrigo Beltrán (Adolfo Cubas), mismo que atendió a María Victoria Jiménez; su madre. Desconociendo a César Salvatierra y Marina Lozano (Mariángel Ruiz), que es el verdadero nombre de su madre. Pero al amor de Juan Andrés y Beatriz Elena se le interpondrán en el camino una serie de obstáculos, entre ellos Luis David (Cristóbal Lander), hermano de Juan Andrés que se fue de la familia y que está enamorado de Beatriz, y Vanessa Villamizar (Juliet Lima), la caprichosa novia de Juan Andrés, quien intenta impedir su relación, causando revuelos en la familia Salvatierra. 
Beatriz descubrirá que Fernanda (Flavia Gleske), Elia Magdalena (Paula Woyzechowsky), Napoleón Antonio (Daniel Martínez) y Rocío del Alba (Sheryl Rubio) son sus verdaderos hermanos con el tiempo se entera todo son dueños de la fortuna Salvatierra pero teniendo siempre en posesión dentro de si un Corazón Esmeralda

## Elenco
- Irene Esser - Beatriz Elena Beltrán Jiménez / Beatriz Elena Salvatierra Lozano
- Luis Gerónimo Abreu - Juan Andrés Montalvo Cordero[9]
- Mimí Lazo - Federica del Rosario Pérez[10]
- Jorge Reyes - Marcelo Egaña[5]
- Dora Mazzone - Hortensia Palacios Uribe
- María Antonieta Duque - Blanca Aurora López[11]
- Juliet Lima - Vanessa Villamizar
- Cristóbal Lander - Luis David Montalvo León
- Jean Carlo Simancas - César Augusto Salvatierra
- Mariángel Ruiz - Marina Lozano / María Victoria Jiménez
- Flavia Gleske - Fernanda Salvatierra Pérez
- Paula Woyzechowsky - Elia Magdalena Salvatierra Palacios[12]
- Sheryl Rubio - Rocío del Alba Salvatierra López[13]
- Daniel Martínez Campos - Napoleón Antonio Salvatierra López
- Myriam Abreu - Lorena Martínez
- José Ramón Barreto -  Miguel de Jesús Blanco
- Sindy Lazo - Melinda Guaramato
- Flor Elena González - Isabel Cordero de Montalvo
- Beatriz Vázquez - Luisa Amelia "Lucha" de Blanco
- Alejandro Mata - Silvestre Montalvo
- Julio Pereira - Ramón José Blanco "Barrilito"
- Adolfo Cubas - Rodrigo Beltrán
- Ludwig Pineda - Domingo "Chapita" Renjifo
- Josué Villaé - Bruno Álvarez[14]
- Rhandy Piñango - Jaime Batista
- Carmen Alicia Lara - Liliana Blanco
- Reina Hinojosa - Celestina
- Rodolfo Drago - Antonio "Toño" Cabrera
- Andreína Carvó - Johanna Delgado
- Patricia Amenta - Corina Merchán
- José Vieira - Gastón Maloy
- Jhosuees Villarroel - Detective Navas
- Vladimiro Rivas - Presentador de noticias